# Gob Squad (Band)
Gob Squad ist eine Punk-Rock-Band aus der dänischen Stadt Aarhus. Die Band hat drei Studioalben veröffentlicht und steht derzeit bei Mascot Records unter Vertrag. Sänger Thomas Bredahl war von 2006 bis 2011 auch Mitglied der Band Volbeat.

## Geschichte
Die Band gründete sich im Jahre 1996. Nach vielem Touren durch Dänemark, zwei Demos und einem Split, veröffentlichten Gob Squad im Jahr 2003 ihr Debütalbum Call for Response über die deutsche Firma Horror Business Records. Nach zahlreichen Konzerten folgte 2005 die Veröffentlichung des zweiten Albums Far Beyond Control über Wolverine Records. Im Herbst 2006 spielte die Band im Rahmen der Popkomm in Berlin. Anschließend wurden Gob Squad von der Band Volbeat als Vorgruppe für eine Tour durch Dänemark eingeladen. Nach der Tour trennten sich Volbeat von ihrem Gitarristen Franz „Hellboss“ Gottschalk. Thomas Bredahl wurde sein Nachfolger, blieb aber weiterhin Sänger von Gob Squad. Im Jahre 2007 unterzeichneten Gob Squad einen Vertrag bei Mascot Records und veröffentlichten Anfang 2008 ihr drittes Album Watch the Cripple Dance.

## Diskografie
- 2003: Call for Response
- 2005: Far Beyond Control
- 2008: Watch the Cripple Dance